# Graham Bond (cầu thủ bóng đá)
Graham Charles Bond (30 tháng 12 năm 1932 – tháng 6 năm 1998) là một cầu thủ bóng đá người Anh. Ông thi đấu ở vị trí tiền đạo tầm xa, nổi bật là cho Torquay United trong thập niên 1950.